# 심우성
심우성(沈雨晟, 1934년 6월 28일 ~ 2018년 8월 23일)은 충남 공주에서 태어난 민속학자이자 1인극 배우다. 호는 남천이다.

## 삶
1934년 충남 공주에서 태어났으며, 대학생 시절인 1954년부터 1958년까지 서울중앙방송국(KBS의 전신)에서 아나운서로 일하다가 민속학자 임석재 선생의 제안을 받고 민요 채록의 길에 뛰어들었다.

탈춤과 농악, 민요 등을 수집해 연구했으며 특히 남사당패 연구에 깊이 파고 들었다. 그 결과 과거 광대·백정보다도 천시받던 유랑집단 '남사당'을 예인(藝人)으로 격상시킨 최대 공로자로서 연희 분야 민속학 개척자라는 평가를 받는다.

거의 명맥이 끊겼던 '꼭두각시놀음'을 1959년 재연했고, 1965년 인형극회 남사당을 창단해 이끌었으며, 1966년 한국민속극연구소를 설립했다. 1977년에는 극단 서낭당을 창단해 활동하는 한편, 1978년 2월 22일 대학로 소극장 '공간사랑'에서 열린 ‘제1회 공간 전통음악의 밤’에서 공연기획자 겸 연출가로 나서 처음 사물놀이를 무대에 올렸다. 당시 공연에는 이광수, 김용배, 최종실, 김덕수 등이 참여했다.

1987년에 '아시아1인극협회'를 만들어 이듬해 1988년 서울 바탕골예술회관 소극장에서 제1회 아시아1인극제를 열었다. 그리고 1995년에는 여러 나라를 돌며 열던 '아시아1인극제'를 공주시에 뿌리내리고자 '공주아시아1인극제 추진위원회'를 세워 이듬해 1996년에 첫 번째 '공주아시아1인극제'를 시작하였다.

‘사물놀이’라는 명칭을 창안한 이로도 알려져 있으며, 역시 명맥이 거의 끊긴 '발탈' 연구에도 1인자로 손꼽힌다. 그 때문에 '남사당놀이'가 2009년 유네스코 인류 구전 및 무형유산 걸작으로 등재되는 데에 큰 공헌을 한 것으로 평가된다..

## 약력
- 1953년, 공주고등학교 졸업
- 1960년, 홍익대 신문과 수학
- 1966년, 극단 '서낭당' 창단
- 1988년, 제1회 아시아 1인극제 개최
- 2003년, 보관문화훈장 추서
- 공주민속극박물관(초대 관장) 재직
- 한국민족예술인총연합 지도위원 역임
- 한국예술종합학교 객원교수 역임

## 저서
- 《통일아리랑》 (2014)
- 《한국민속학의 기억과 기록》 (2013)
- 《한국전통예술개론》 (2001)
- 《한국의 민속놀이 : 그 이론과 실제》 (2000)
- 《민속문화론 서설》 (1998)
- 《우리나라 민속놀이》 (1996)
- 《남사당패 연구》 (1994)
- 《무형문화재 총람》
- 《한국의 민속극》
- 《전통무용용어의 연구》
- 《마당굿 연희본》
- 《민속문화와 민중의식》 등

## 번역서
- 《조선무속의 연구》
- 《조선민속지》
- 《조선공예 개관》

## 대표 작품
《심우성일인극장:쌍두아》, 《문》, 《장안산조》, 《무등산조》, 《남도들노래》, 《판문점별신굿》, 《넋이야넋이로구나》, 《새야새야》, 《거창별신굿》, 《결혼굿》, 《빈센조》 등

## 수상 경력
- 《서울시문화상》(1979년)
- 《보관문화훈장》(2003년) 등